# Jean-Claude Pomonti
Jean-Claude Pomonti, né le 27 avril 1940 à Neuilly-sur-Seine, est un journaliste français spécialiste de l'Asie du sud-est.

## Biographie
Jean-Claude Pomonti découvre l'Asie du sud-est qui deviendra son domaine de prédilection lors d'un voyage en 1965. Il entrera en 1974 au journal le Monde en tant que correspondant à Bangkok d'où il couvre la guerre du Viêt Nam.
Ses critiques envers les régimes de Phnom Penh et de Saïgon lui valent des interdictions de séjour répétées en république khmère et en République du Viêt Nam.
Ses travaux lui permettront néanmoins, en 1973, de gagner le prix Albert-Londres. L'année suivante, il sera muté à Nairobi où il couvrira, toujours pour le même quotidien, l'Afrique de l'Est jusqu'en 1979, date à laquelle il rejoint le département Afrique au siège du journal à Paris. En 1985, il devient le chef adjoint du service étranger, chargé de l'Asie, avant de retourner à Bangkok en 1991, à nouveau en tant que correspondant,.

## Ouvrages
- avec Serge Thion, Des courtisans aux partisans : essai sur la crise cambodgienne, vol. 230, Gallimard, coll. « Idées actuelles », 1971, 374 p.
- La Rage d'être vietnamien, Éditions du Seuil, coll. « Hist.Immed », 1er mai 1974, 249 p. (ISBN 978-2-02-002323-8)
- L'Afrique trahie, Hachette, 1979, 205 p. (ISBN 978-2-01-004823-4)
- Poussières de vie : Les petits chiffonniers de Phnom Penh, t. 1, Librairie Arthème Fayard, coll. « Les enfants du fleuve », 1er octobre 1993, 211 p. (ISBN 978-2-213-03171-2)
- avec Hugues Tertrais, Viêtnam,, communistes et dragons, Le Monde, 1er avril 1994, 210 p. (ISBN 978-2-87899-082-9)
- Poussières de vie : les enfants de la guerre, t. 2, Librairie Arthème Fayard, coll. « Les enfants du fleuve », 1er octobre 1994, 231 p. (ISBN 978-2-213-59337-1)
- Viêtnam, quand l’aube se lève, Éditions Philippe Picquier, coll. « Reportages », 19 mai 1998 (ISBN 978-2-87730-332-3)
- Aceh L'histoire inachevée : La fière histoire d'une terre dévastée par les tsunamis  (préf. Andrés Harsono, photogr. Voja Miladinovic), Aux Lieux d'être, coll. « Documents », 7 décembre 2005, 99 p. (ISBN 978-2-916063-01-0)
- Un Vietnamien bien tranquille : L'extraordinaire histoire de l'espion qui défia l'Amérique, Éditions des Équateurs, coll. « Document », 13 mars 2006, 187 p. (ISBN 978-2-84990-034-5)[5]
- Hanoï : regards, Paris, Les Éditions de La Frémillerie, septembre 2010, 160 p. (ISBN 978-2-35907-016-3, lire en ligne)
- Vietnam : L'éphémère et l'insubmersible, Bruxelles, Nevicata, coll. « L'âme des peuples », mars 2015, 90 p. (ISBN 978-2-87523-070-6)
- avec Frédéric Amat, La drôle de vie des expatriés au Cambodge, Phnom Penh/Paris, Tuk Tuk éditions, 19 mai 2011, 178 p. (ISBN 978-2-35061-020-7)